# Nobuta wo Produce
Nobuta wo Produce (tiếng Nhật: 野ブタ。をプロデュース|Nobuta. O Purodyūsu) là bộ phim truyền hình Nhật Bản, được sản xuất và phát sóng năm 2005 trên kênh truyền hình NTV. Phim được chuyển thể từ tác phẩm cùng tên của tác giả Shiraiwa Gen. Với bối cảnh xảy ra trong ngôi trường trung học, câu chuyện xoay quanh việc hai cậu học sinh Shuji và Akira với ý định "produce" - lăng xê cô bạn cùng lớp nhút nhát Nobuko trở thành người nổi tiếng nhất trường.
Tại Việt Nam, phim từng được TVM Corp. mua bản quyền và phát sóng trên kênh HTV3.

## Nội dung

### Giới thiệu
Kiritani Shuji (Kamenashi Kazuya) là một học sinh trung học rất nổi tiếng trong trường, có bạn gái là Uehara Mariko(Toda Erika), cũng là cô gái nổi tiếng nhất trường. Akira Kusano (Yamashita Tomohisa), bạn học của cậu, không có nổi một người bạn - có điều gì đó khiến cậu không thể hòa nhập chung với mọi người.
Một ngày nọ, một cô gái vô cùng nhút nhát, Kotani (Horikita Maki) chuyển đến ngôi trường ấy và gần như ngay lập tức, cô bị lũ con gái cùng lớp tẩy chay vì quá nhút nhát. Với lòng nhiệt tình của tuổi trẻ, Shuji và Akira lập thành nhóm với quyết tâm "produce" Nobuko, giúp cô trở nên nổi tiếng. Họ đặt biệt danh cho cô là "Nobuta".

### Giúp Nobuta nổi tiếng - "produce"
Mỗi tập phim đều thể hiện những nỗ lực để Nobuta có thể nổi tiếng. Nhưng song song đó, tồn tại một nhân vật bí ẩn luôn phá hoại những cố gắng của Shuji và Akira. Bộ ba ấy, rất may mắn, luôn khéo léo tìm cách xoay chuyển được tình hình.

## Nhân vật chính
Bộ phim xoay quanh ba nhân vật trung tâm: Shuji, Akira và Nobuko.

### Kiritani Shuji
Shuji (桐谷修二) xem cuộc sống như một trò chơi, sống với những lời nói dối vô thưởng vô phạt. Cậu tin rằng, nếu luôn giữ vẻ "phong độ", cậu sẽ đạt được mục đích mà không bị tổn thương. Bằng cách lựa chọn luôn che giấu cảm xúc thật của bản thân, sâu thẳm trong tâm hồn Shuji là nỗi cô đơn thật sự. Mặc dù không thích mối quan hệ với Mariko, cậu vẫn cùng ăn trưa hàng ngày với cô chỉ vì muốn người khác nghĩ rằng mình có một người bạn gái tuyệt vời. Cậu chỉ mở lòng mình với Akira và Nobuko, xem họ là những người bạn thân thiết nhất. Luôn để tâm đến cảm nhận của người khác, Shuji không thể nói "Không" với bất kỳ ai. Cậu luôn che đậy cảm xúc và không bao giờ phàn nàn chuyện gì.

### Kusano Akira
Trái ngược với Shuji, Akira (草野彰) hoàn toàn không nổi tiếng. Ban đầu sự vô tư và những hành động có phần ngốc nghếch của cậu khiến Shuji khó chịu và luôn tìm cách tránh né cậu. Ngược lại, Akira luôn bám lấy Shuji và tự coi mình là bạn thân nhất của Shuji. Tình bạn của họ chỉ thật sự bắt đầu khi cả hai quyết định hợp tác lăng xê Nobuta. Vì khả năng tài chính dồi dào của gia đình, Akira đầu tư hầu hết các kế hoạch của họ. Không quan tâm đến việc thừa kế công ty mà bố của cậu là chủ tịch, Akira, với một tinh thần thích bay nhảy, thích một cuộc sống tự do tùy tiện và tận hưởng tuổi trẻ của mình. Trong phim, Akira tỏ ra có tình cảm đặc biệt với Nobuta, nhưng cậu không muốn theo đuổi thứ tình cảm ấy vì cho rằng mình không đủ khả năng mang lại hạnh phúc cho cô. Với bản tính vị tha, cậu sẵn sàng chia sẻ và tha thứ mọi chuyện nếu như điều ấy bảo vệ được tình bạn của cậu với Shuji và Nobuta.

### Kotani Nobuko
Nobuko (小谷信子) luôn đau buồn và nhút nhát vì bị người cha dượng xua đuổi từ khi còn bé. Chuyện đó tiếp diễn trong quãng đời học sinh khi cô gặp khó khăn trong việc kết bạn và bị các học sinh khác trêu chọc, tẩy chay. Bởi những kinh nghiệm xót xa ấy, cô trở nên hoài nghi với thế giới. Cô tin rằng dù đang ở đâu, dù bản thân có cố gắng cách mấy, mọi người vẫn không chấp nhận cô. Với sự động viên và giúp đỡ của Shuji và Akira, cô dần hé mở tâm hồn mình. Đối với Nobuko, Shuji và Akira là hai người quan trọng nhất thế gian. Ở đoạn kết của phim, cuối cùng cô cũng có thể vững tin mỉm cười và gia nhập với xã hội, dù không còn Shuji và Akira bên cạnh.

## Sản xuất

### Diễn viên
- Kamenashi Kazuya - Kiritani Shuji (桐谷 修二 Kiritani Shūji?)
- Yamashita Tomohisa - Kusano Akira (草野 彰 Kusano Akira?)
- Horikita Maki - Kotani Nobuko (小谷 信子 Kotani Nobuko?) (biệt danh: Nobuta)
- Toda Erika - Uehara Mariko (上原 まり子 Uehara Mariko?)
- Takashi Ukaji - Satoru Kiritani (桐谷 悟 Kiritani Satoru?)
- Yuto Nakajima - Koji Kiritani (桐谷 浩二 Kiritani Kōji?)
- Yoshinori Okada - Takeshi Yokoyama (横山 武士 Yokoyama Takeshi?)
- Tomoya Ishii - Yoshida (吉田 浩 Yoshida?)
- Katsumi Takahashi - Ippei Hirayama (平山 一平 Hirayama Ippei?)
- Mari Natsuki - Yoko Sada (Katherine) (佐田 杳子（キャサリン） Sada Yōko (Kyasarin)?)
- Fumiko Mizuta - Kozue Bando (坂東 梢 Bandō Kozue?)
- Shunsuke Daito - Taniguchi
- Honami Tajima - Misa Inoue (井上 美咲 Inoue Misa?)
- Akiko - Nami (佐伯 奈美 Nami?)
- Tomu Suetaka - Kondo (近藤 利晃（ボケ担当） Kondō?)

### Đội ngũ làm phim
- Hitoshi Iwamoto và Norika Sakuma - đạo diễn
- Hidehiro Kawano - nhà sản xuất
- Izumi Kizara - biên kịch

## Các tập phim
|        | Tên                            | Theo romaji                            | Ngày phát sóng       | Ratings |
| ------ | ------------------------------ | -------------------------------------- | -------------------- | ------- |
| Ep. 1  | いじめられっこ転校生を人気者に | Ijimerarekko tenkousei wo ninkimono ni | 15 tháng 10 năm 2005 | 16.1%   |
| Ep. 2  | （秘）キレイ大作戦             | Kirei taisakusen                       | 22 tháng 10 năm 2005 | 14.9%   |
| Ep. 3  | 恐怖の文化祭                   | Kyoufu no bunkasai                     | 29 tháng 10 năm 2005 | 17.0%   |
| Ep. 4  | 恋の告白作戦                   | Koi no kokuhaku sakusen                | 5 tháng 11 năm 2005  | 16.4%   |
| Ep. 5  | 悪夢のデート                   | Akumu no deeto                         | 12 tháng 11 năm 2005 | 17.1%   |
| Ep. 6  | 親と子の青春                   | Oya to ko no seishun                   | 19 tháng 11 năm 2005 | 17.7%   |
| Ep. 7  | 女を泣かす男                   | Onna wo nakasu otoko                   | 26 tháng 11 năm 2005 | 16.7%   |
| Ep. 8  | いじめの正体                   | Ijime no shoutai                       | 3 tháng 12 năm 2005  | 18.0%   |
| Ep. 9  | 別れても友達                   | Wakarete mo tomodachi                  | 10 tháng 12 năm 2005 | 16.8%   |
| Ep. 10 | 青春アミーゴ                   | Seishun amiigo                         | 17 tháng 12 năm 2005 | 18.2%   |

## Giải thưởng
Giải thưởng hàn lâm của truyền hình Nhật Bản lần thứ 47
- Phim xuất sắc nhất
- Diễn viên nam chính xuất sắc nhất: Kazuya Kamenashi
- Diễn viên nữ phụ xuất sắc nhất: Maki Horikita
- Đạo diễn xuất sắc nhất
- Kịch bản hay nhất
- Âm nhạc hay nhất

Giải thưởng phim ảnh Nikkan Sports lần thứ 10 (năm 2006)
- Diễn viên nam chính xuất sắc nhất: Tomohisa Yamashita

## Âm nhạc
Nhạc nền của phim là tác phẩm Seishun Amigo được trình bày bởi Shūji to Akira, một nhóm nhạc đặc biệt gồm hai thành viên Kazuya Kamenashi và Tomohisa Yamashita, được đặt tên dựa theo nhân vật của họ trong phim. Bài hát đứng đầu bảng xếp hạng Oricon năm 2005, bán được 1 triệu bản và được biết đến như là single thành công nhất của năm. 